# Raquel encadenada
Raquel encadenada es una obra de teatro en tres actos, de Miguel de Unamuno escrita en 1921 y publicada en 1959.

## Argumento
La obra se centra en el tormento padecido por Raquel, una mujer que no puede soportar la idea de no ser madre. Raquel es una celebrada violinista y su marido Simón, al que no ama, es su representante. Él no desea tener hijos ya que eso interrumpiría la ascendente trayectoria artística de la mujer. Raquel reúne fuerzas y se rebela contra la situación y contra su esposo, que termina por tolerar que la mujer haga con el cuidado del hijo que su exnovio Aurelio tuvo con otra mujer fallecida en el parto. Finalmente, Raquel toma la decisión de abandonar a su marido y unirse a Aurelio y a su hijo Susín. Aunque también decide que, pese a todo, continuará trabajando.

## Estreno
En el Teatro Tívoli de Barcelona, el 7 de septiembre de 1926 por la Compañía de los argentinos Matilde Rivera y Enrique De Rosas.